# Omega SA

Omegas logotyp.

Omega SA är en schweizisk urtillverkare grundad 1848 av Louis Brandt. Omega har sitt säte i Biel och ingår i Swatch Group.

## Historia
Omega grundades 1848 i La Chaux-de-Fonds av Louis Brandt. År 1894 kom Omega att utveckla "Omega Kaliber 19", som blev namnet för varumärket Omega. Sedan dess har Omegas ur bland annat använts vid rymdfärder och företaget har agerat officiell tidtagare vid en lång rad olympiska spel. 
År 1964 började NASA söka efter en kronograf som skulle kunna följa med på bemannade rymdfärder. De valde ut modeller från flera olika tillverkare och lät dem genomgå samma tuffa tester som övrig utrustning som skulle användas under rymdfärderna. Det var en testprocess av extrema temperaturer, vibrationer och hårda stötar, allt i skoningslöst vakuum. Bara en klocka klarade alla delmoment – Omega Speedmaster. Från 1965 och framåt var det den enda klockan astronauter inom Apollo-programmet godkänts att bära utanför kapseln. Speedmaster Professional fick senare epitetet Moon Watch som första klocka på månen. Än idag är den del av NASA:s och ISS permanenta utrustning.
Olympiska spelen i Rio de Janeiro 2016 blev 27:e tillfället sedan 1932 som Omega uppfyllt sin roll som officiell tidtagare för de olympiska spelen. Från löparbanan till simbassängen, har Omega utvecklat några av de avancerade mätinstrument som nu är en förutsättning för alla olympiska spel.

## Teknik
1999 introducerades det nya gångpartiet Co-Axial, industrins första nya på över 250 år. Den nya mekaniken gav inte bara förstklassig precision och prestanda, utan ligger också till grund för Omegas kaliber 8500 som lanserades år 2007. De påföljande åren har Omega varit ledande i utvecklingen av anti-magnetisk mekanik.  
År 2015 inledde Omega ett samarbete med METAS (Swiss Federal Institute of Metrology) för att lansera ett helt nytt certifikat. Den nya Master Chronamer-certifieringen anses vara den främsta certifieringen. Urets precision testas först av Cosc i 15 dagar och sedan av Metas under 10 dagar (fullt monterad i boett under 9 dagar) för att mäta prestanda. Omegas Master Chronometer är ensam i världen om att ha klarat testet.

## Ambassadörer
Sedan år 1995, då rollfiguren James Bond i Pierce Brosnans skepnad blev en av Omegas första ambassadörer på film i Goldeneye, har Omega fortsatt att samarbeta med flera kända personer inom film, sport, mode och expeditioner världen över, till exempel George Clooney, Cindy Crawford, Rory McIlroy, Nicole Kidman, Michael Phelps, Daniel Craig och Buzz Aldrin